# Christina Lamb

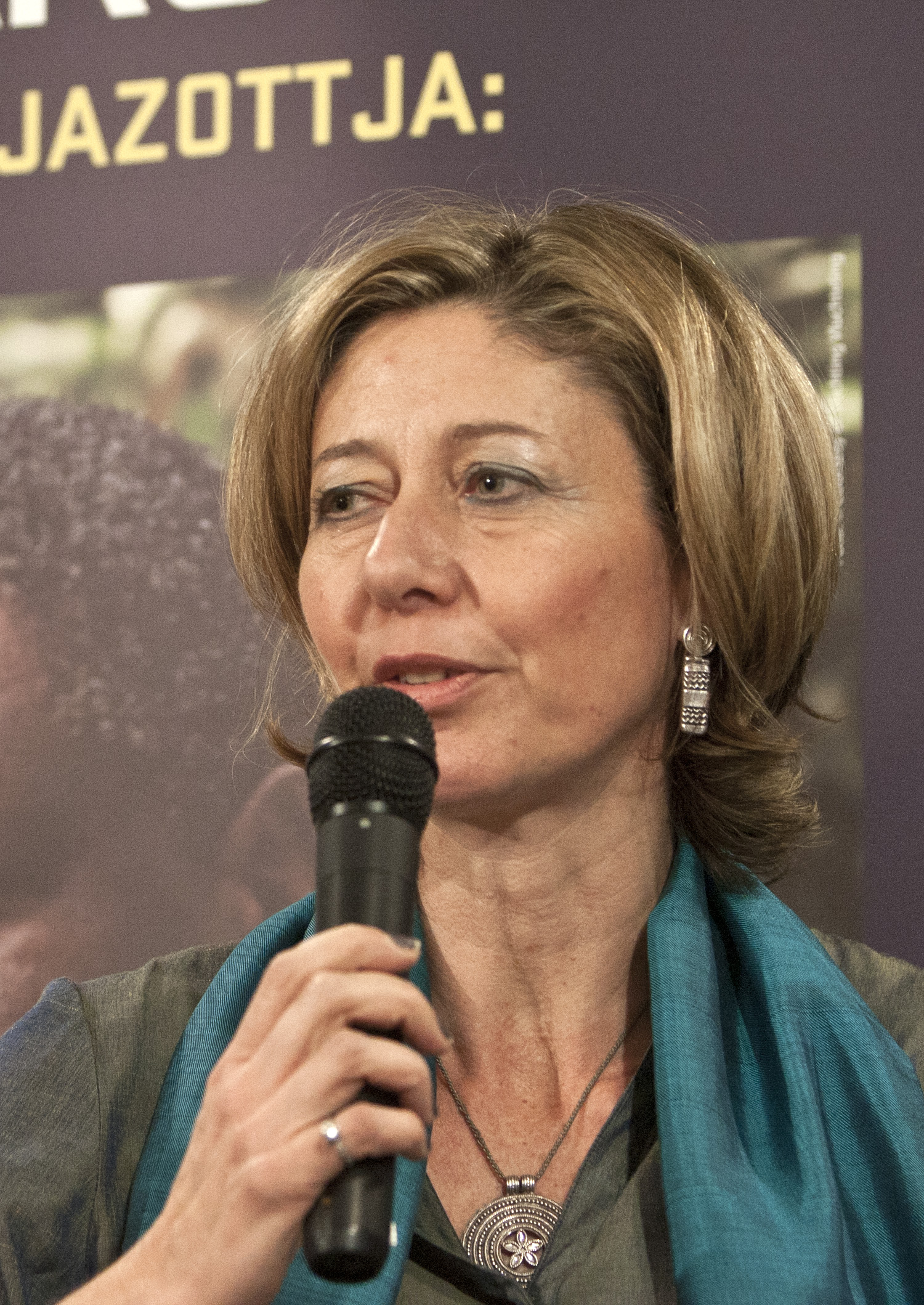
Christina Lamb, 2014

Christina Lamb OBE (* 15. Mai 1966 in London) ist eine britische Journalistin, die zurzeit Auslandskorrespondentin für die Sunday Times ist. Sie ist ein Nieman Fellow der Harvard University und ein Fellow der Royal Geographical Society. Sie gewann viermal den Titel „Foreign Correspondent of the year“ (Auslandskorrespondent des Jahres).

## Journalistische Karriere
Lamb wurde am University College in Oxford angenommen und schrieb sich für das Studium der Chemiewissenschaften ein, änderte dies jedoch später und begann ihr Studium der Philosophie, Politik und Wirtschaftswissenschaften, das sie mit dem Bachelor abschloss.
Ihre journalistische Karriere begann bei der Financial Times als Praktikantin. Ihr erstes größeres Interview hielt sie mit Benazir Bhutto in London im Jahr 1987, woraufhin sie zu deren Hochzeit in Pakistan später im selben Jahr eingeladen wurde. So begann sie mit ihrer Karriere als Auslandskorrespondentin in Pakistan. Sie unternahm Reisen bis Kaschmir und entlang der Grenzen des benachbarten Afghanistan, wo die Mudschaheddin die sowjetischen Besatzer bekämpften. In dieser Zeit führte sie diverse Interviews mit Afghanen, darunter auch mit dem späteren afghanischen Präsidenten Hamid Karzai.
Sie wurde durch eine Einheit der Inter-Services Intelligence, der der Inhalt ihrer journalistischen Arbeit nicht gefiel, nach London zurückgebracht; ihr wurde verboten, das Land wieder zu bereisen.
Lamb wurde bald nach Brasilien beordert und verliebte sich in das Land und seine ganze Kultur und Romantik. Sie interviewte den Präsidenten Fernando Affonso Collor de Mello, der gerade in einer Korruptionsaffäre steckte. Sie zog kurz nach Harvard, um Nieman Fellow zu werden, außerdem traf sie dort ihren zukünftigen Ehemann, Paulo Anunciacao.
Sie zog dann in das Post-Apartheid-Südafrika, das Verhältnis wurde aber nicht so innig wie zuvor zu Brasilien. In den nächsten zehn Jahren wechselte sie zwischen London, Portugal, Simbabwe, Brasilien, Irak, Pakistan und Afghanistan hin und her.
Anfang 1999 heiratete sie Paulo in Zanzibar, der gemeinsame Sohn kam im Sommer zur Welt, einen Tag bevor sie den ehemaligen chilenischen Diktator Augusto Pinochet interviewte, der in Wentworth unter Hausarrest stand. Lamb beschrieb in einem eindrucksvollen Bericht die Notlage in Simbabwe. Seit 1994 beschrieb sie die Zerstörung durch Robert Mugabe und wie es täglich immer schlimmer zu werden schien.
2006 schrieb sie einen Bericht über britische Fallschirmjäger, die auf einer Mission in Südafghanistan waren. Nach einem Treffen mit Bewohnern der Stadt wurde ihnen eine sichere Route zugewiesen. Wenig später wurden die Briten von den Taliban überfallen. Lamb beschrieb, wie sie zweieinhalb Stunden lang, ohne Luftunterstützung, unter Beschuss genommen wurden, von RPG, Kalaschnikov und anderen Waffen aus allen Richtungen beschossen wurden. Die Soldaten diskutierten unter sich, ob man Kugeln für sich selbst aufheben sollte, falls es unausweichlich war. Lamb wurde auch gefragt, ob sie eine Pistole benutzen könne. Glücklicherweise konnten sie doch noch fliehen.
2013 schrieb sie mit Malala Yousafzai deren Autobiographie: Ich bin Malala: Das Mädchen, das die Taliban erschießen wollten, weil es für das Recht auf Bildung kämpft. Im selben Jahr trat Lamb dem Woodrow Wilson International Center for Scholars als Wilson Center Global Fellow bei. In ihrem neuesten Buch, Farewell Kabul, erzählt sie Details aus Afghanistan und Pakistan, mit Geschichten über den Krieg und die verpassten Gelegenheiten auf Seiten der USA und ihrem schlechten Verhältnis zu Pakistan. Sie erklärt die Probleme mit Terrorismus in der Region, wenn nicht in der Welt.

## Mitgliedschaften
Lamb ist ein Mitglied des Vorstandes des Institute for War and Peace Reporting.

## Auszeichnungen
- 1988 British Press Awards Young Journalist of the Year
- 1991 British Press Awards Reporter of the Year
- 1992 Amnesty International UK Media Award for Periodicals Writing
- 2002 British Press Awards Foreign Correspondent of the Year
- 2002 Foreign Press Association award for reporting on the War on Terror
- 2002 BBC What the Papers Say Foreign Correspondent of the Year
- 2003 Runner-up Barnes & Noble Discover Great New Writers award
- 2006 Runner-up Martha Gellhorn Prize for Journalism
- 2007 BBC What the Papers Say Foreign Correspondent of the Year
- 2007 British Press Awards Foreign Correspondent of the Year
- 2009 Bayeux-Calvados Awards for war correspondents War Correspondent of the Year

## Bibliografie
- Waiting for Allah: Pakistan’s Struggle for Democracy (London: Hamish Hamilton, 1991; London: Penguin, 1992).
- The Africa House: The True Story of an English Gentleman and His African Dream (London: Viking, 1999; London: Penguin, 2000).
- The Sewing Circles of Herat: My Afghan years (London: HarperCollins, 2002; London: Flamingo, 2003).
- House of Stone: The True Story of a Family Divided in War-Torn Zimbabwe (London: HarperPress, 2007).
- Small Wars Permitting: Dispatches from Foreign Lands (London: HarperPress, 2008).
- Zusammen mit Malala Yousafzai: Ich bin Malala: Das Mädchen, das die Taliban erschießen wollten, weil es für das Recht auf Bildung kämpft. Knaur, München 2014, ISBN 3-426-27629-1.
- Farewell Kabul: From Afghanistan to a More Dangerous World (London: William Collins, 2015).
- Our Bodies, Their Battlefield: What War Does to Women. London: William Collins, 2020. ISBN 9780008300005
  - deutschsprachige Ausgabe: Unsere Körper sind euer Schlachtfeld. Frauen, Krieg und Gewalt, Penguin, München 2020, ISBN 978-3-328-60072-5.